# Saragiolo (Piancastagnaio)
Saragiolo ist ein Ortsteil (Fraktion, italienisch frazione) der Gemeinde Piancastagnaio in der Provinz Siena, Region Toskana in Italien.

## Geografie
Der Ort liegt ca. 4 Kilometer südwestlich des Hauptortes Piancastagnaio und ca. 60 Kilometer südöstlich der Provinzhauptstadt Siena. Er liegt bei 901 Metern und hatte im Jahr 2001 ca. 370 Einwohner. Heute (2017) sind es ca. 350. Saragiolo liegt ca. 6 km südlich des Gipfelkreuzes des Berges Monte Amiata. Nächstgelegene Orte sind Tre Case (ca. 1 km östlich), eine Località des Hauptort Piancastagnaio und Bagnolo (ca. 2 km westlich), Ortsteil der Gemeinde Santa Fiora (Provinz Grosseto), die ca. 5 km westlich liegt.

## Geschichte
Der Ort ist der einzige Ortsteil von Piancastagnaio. Dies ist er offiziell seit 1946.

## Sehenswürdigkeiten

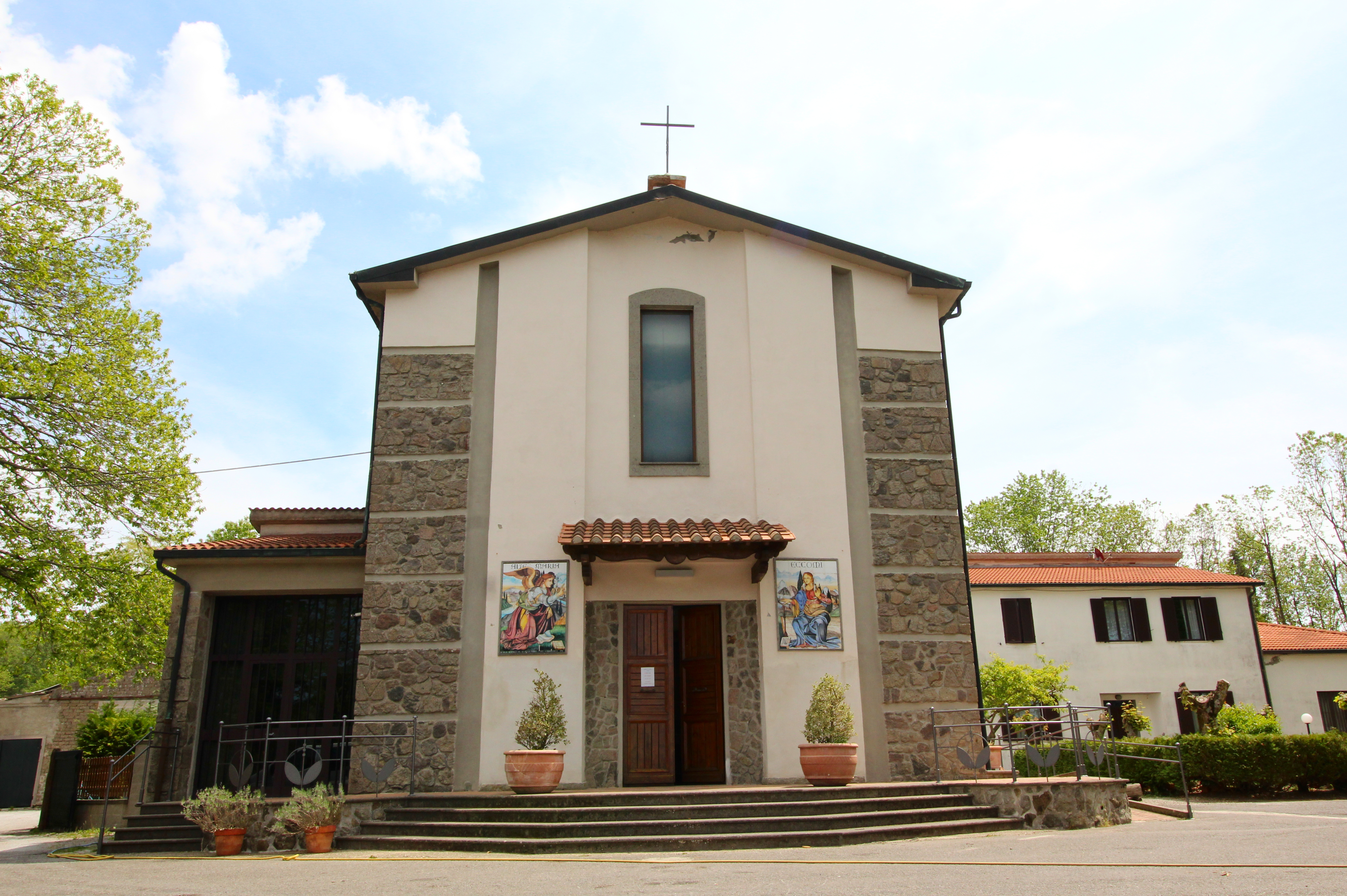
Die Kirche Santa Maria delle Grazie

- Santa Maria delle Grazie, Pfarrkirche im Ortskern.[4] Gehört zum Bistum Pitigliano-Sovana-Orbetello, einer Suffragandiözese im Erzbistum Siena-Colle di Val d’Elsa-Montalcino.

## Sport
Der Ort war Teil des Giro d’Italia 2011. Nach ihm wurde die erste Bergwertung der fünften Etappe benannt.